# UFC 61
UFC 61: Bitter Rivals foi um evento de artes marciais mistas promovido pelo Ultimate Fighting Championship, ocorrido em 8 de julho de 2006, no Mandalay Bay Events Center em Las Vegas, Nevada. A luta principal foi entre Andrei Arlovski e Tim Sylvia, pelo Cinturão Peso Pesado do UFC.

## Resultados
Nota 1 Pelo Cinturão Peso Pesado do UFC.

## Bônus da Noite
- Luta da Noite:  Joe Stevenson vs.  Yves Edwards
- Nocaute da Noite:  Jeff Monson
- Finalização da Noite:  Hermes França

## Ligações Externas
- Página oficial do UFC

1. ↑  Nota 1